# Philoneptunus gravizea
Philoneptunus gravizea är en kräftdjursart som beskrevs av N. de B. Hornibrook 1952. Philoneptunus gravizea ingår i släktet Philoneptunus och familjen Trachyleberididae. Inga underarter finns listade i Catalogue of Life.